# ویکتور امانویل لنسترند
ویکتور امانویل لنسترند (انگلیسی: Viktor Lennstrand; ۳۰ ژانویهٔ ۱۸۶۱ – ۳۱ اکتبر ۱۸۹۵) اهل سوئد بود. او در شهر ژاول متولد شد، و در اکتبر سال ۱۸۹۵ درسی و چهار سالگی در همان شهر درگذشت. او فعال و نویسنده سوئدی بود. لنسترند قبلاً یک مسیحی بود. وی در دانشگاه اوپسالا در رشته فلسفه در قرن نوزدهم در دهه ۱۸۸۰ تحصیل می‌کرد. در دوران دانشجوئی از اعتقادات مذهبی خود خارج شد، و ا ز سال ۱۸۸۷ به عنوان یک منکر خدا، شناخته شد. پدرش یوهان لنسترند و مادرش اوا، مسیحی پروتستان بودند. امانویل در طی دوران تحصیل از معلمش پاول پیتر ولدنستروم که متخصص علوم الهیات و شخصیت نافذ در جنبش کلیسای آزاد سوئد در دهه ۱۸۰۰ بود، تأثیر پذیرفت. خواست مادرش این بود که پسرشان یک مبلغ مذهبی بشود. او به مادر فوت شده اش قول داد که مبلغ هم بشود ولی کاملاً در راستای دیگری که او فکرش را نمی‌کرده، وارد شد.

## فعالیت‌ها
لنسترند در سال ۱۸۸۱ هنگامیکه در دانشگاه اوپسالا دانشجو بود، شروع به مطالعه کتابهای ویلیام اللری چنینگ، لودویک فویرباخ، هگل و چارلز داروین، هربرت اسپنسر و جان استوارت میل کرد و در ادامه مطالعه کتابهای پایه‌ای دین مسیح سریعاً به یک دشمن قسم خورده مسیحیت تبدیل شد. او در سال ۱۸۸۶ به یک خداناباور تبدیل گردید.
اولین سخنرانی لنسترند به عنوان یک ملحد در سال ۱۸۸۷، درسالن بزرگ دانشگاه اوپسالا دربارهٔ قسمت منفی سؤال آیا مسیحیت دینی برای زمان ما است ؟ بود، و پلیس از به پایان رساندن سخنرانی او جلوگیری کرد.

## زندگی در استکهلم و دیدگاه‌ها
زمانی که مدیر دانشگاه اوپسالا او را به اخراج تهدید کرد، لنسترند استعفا داد و اوپسالا را به قصد استکهلم ترک کرد، جایی که او از فرصت استفاده کرد و دیدگاه‌های الحادی و سکولاریستی خود را ارائه داد تا به عنوان استاد دانشگاه در سال ۱۸۸۸–۱۸۸۷ارتقاء پیدا کند.
لنسترند به شدت به فلسفه اصالت سودمندی استوارت میل جذب شده بود و در سال ۱۸۸۸ انجمن سودمند را در استکهلم تأسیس کرد. او در سال ۱۸۸۹ نهاد آزاداندیش را نیز بنیاد نهاد.
لنسترند چندین بار زندانی شد و بالاخره در سال ۱۸۹۰ از زندان آزاد شد، وی در اکتبر سال ۱۸۹۵ درسی و چهار سالگی درگذشت.